# Харнелл, Тони
То́ни Ха́рнелл (англ. Tony Harnell; род. 18 сентября 1962, Сан-Диего, Калифорния) — американский хард-рок певец, известный по своей работе с норвежской хард-рок группой TNT. Тони начал карьеру музыканта в начале 1980-х; он также является автором песен и продюсером.

## Биография
Тони Харнелл родился в Сан-Диего в 1962 году и имеет младшую сводную сестру по отцу. Его мать, Констанс Халдаман была оперной певицей, а его отец, Бойд Харнелл был фото-журналистом. В подростковом возрасте он был профессиональным скейтбордистом и заядлым серфером.
Харнелл выделяет The Beatles, Queen и Judas Priest в качестве своих ранних музыкальных влияний, последние два из которых сочетали оперную технику с рок-музыкой. Среди других кумиров Харнелла также находятся Paul McCartney, Freddie Mercury, Led Zeppelin и David Bowie, а также более современные Francis Dunnery, Alanis Morissette, Radiohead, и Chris Cornell.

## Начало работы
Харнелл начал петь в 5 лет. В 17 лет он присоединился к своей первой гаражной группе и провел следующие три года примерно в 15 группах, а в 18 лет начал учиться у известного учителя вокала Дона Лоуренса. Тони присоединился к TNT в 1984 году в возрасте 21 года.

## TNT
Ронни Ле Текро вспоминал: «Мы поставили пленку и услышали оригинальное звучание голоса как будто с небес, и пригласил его в Норвегию, чтобы присоединиться к группе». На ленте была запись из нескольких проектов, в которых участвовал Тони между 1981 и 1984, в том числе несколько песен из The Jackals, группы из Нью-Йорка, откуда Тони ушёл, чтобы присоединиться к TNT в 1984 году. В The Jackals также играл известный барабанщик Джон Темпеста, который позже играл с Rob Zombie и в настоящее время играет в The Cult. По сей день Тони заявляет, что он не знает, как демо добралось до TNT.
В 1984 году после выступления, Харнелл познакомился с Майком Варни, который сказал, что эта известная в Норвегии группа ищет вокалиста. Он вручил Харнеллу записи TNT и посоветовал их послушать. Позже Харнелл вспоминал: «Я взял их домой, и я был просто потрясен. Песни были так хороши. И это была именно та музыка, которую я хотел сделать в этот момент в моей жизни».
Особые отношения и братские узы, которые возникли у Тони с гитаристом Ронни Ле Текро и были творческой движущей силой в группе. Они оба написали в соавторстве весь материал TNT с тех пор как 21-летний Тони начал работать с группой.
Стив Хьюи из AMG написал «С уровнем музыкальности выше, чем средние хэир-метал группы, TNT из Норвегии смогли добавить прог-оттенок к поп-металлу, во многом благодаря потрясающему вокальному диапазону вокалиста Тони
Харнелла».
С TNT Тони Харнелл записал 9 студийных альбомов, два концертных видео и два сборника «The Best Of», гастролировал в США несколько раз с такими группами, как Stryper, Twisted Sister и Great White. Билеты на концерты в 1989 году в США и Японии были распроданы все до одного. В 1997—1999 TNT также гастролировали в Японии и Норвегии. В 2000-х годах TNT ездят на фестивали по всей Европе, в том числе выступили на Sweden Rock Festival с посещаемостью более 20 000 человек, где они выступили с многочисленными легендами метала, в том числе и с Judas Priest. TNT также выступили с группой Europe на шоу Lorca Festival в Испании в присутствии более 10.000 фанатов.
Считается, что TNT с Харнеллом продали примерно 1.5-2 миллиона альбомов в общей сложности. Они получили норвежскую премию Грэмми в 1987 году как рок-альбом года за «Tell No Tales» и получили множество серебряных, золотых, алмазных и платиновых наград в Норвегии и Японии.
Он покинул группу в апреле 2006 года по «личным и профессиональным» причинам и дал понять, что на этот раз навсегда. Он исполнил свой последний концерт с группой 30 июня 2006 года. DVD был выпущен осенью 2006 года, который показывает последний концерт в Мадриде, Испания с 1 апреля 2006 года. Хотя Ронни Ле Текро заявил в интервью, что Тони покинул группу «в середине тура», на самом же деле, он фактически ушёл в отставку после финального шоу в Мадриде и согласился выступить ещё на одном шоу, на Polar Rock Festival на севере Норвегии. Он выступил на этом финальном шоу с группой, хотя к тому времени они уже были в туре с новым вокалистом Тони Миллсом. На Polar Rock Fest спросили, почему Тони Харнелл выступает с группой, и он сказал, что согласился на выступление из уважения к промоутеру и хотел попрощаться с поклонниками в Норвегии. Харнелл вышел с Миллсом сцену для последней песни, и они вместе пели Harley — Davidson, самую нелюбимую песню Тони из первого альбома TNT, вышедшую до того, как он стал участником группы. Он сказал в интервью, что это была не та песня, которую он бы хотел спеть последней на одной сцене с TNT, и он решительно заявлял, что она не представляла ту музыку, которую он создал вместе с группой.

## Morning Wood
Morning Wood относится к одноимённому CD, выпущенному Тони и современными звездами, в том числе, Алем Питрелли, Чаком Бонфонте и Дэнни Мирада. Проект вырос из проекта, в котором Тони участвовал с Al’s cover band, Ethyl Mertz. Это был акустический проект. Когда было принято решение записать несколько треков, имя Morning Wood всплыло на поверхность. О том, как создавался CD, Тони сказал: «Мы играли вживую с этим составом и концерт звучал действительно хорошо так что мы просто пошли и записали концертник и закончили эту вещь за десять дней.»
Компакт-диск был выпущен в Японии в 1994 году во время первого перерыва, и в 2002 году TNT в переиздан в Европе, как Tony Harnell and Morning Wood. Этот проект предусматривал Тони возможность сделать что-то немного по-другому после того, как он работал с TNT в течение почти 10 лет подряд. Тони объяснил, что возможность записывать и работать с этими музыкантами было изменением обычного темпа и «весело».

## Westworld
Проект Westworld включал Тони, Марка Реале, Бруно Равеля и Джона О’Рейли, а также клавишника Джоша Пинкуса и Марка Вуда. Отвечая на вопрос о проекте, Тони сказал, что «Westworld был первоначально задуман как одноразовый сайд-проект, и мы никогда не думали, что он получится так хорош».
С момента своего создания Westworld успели выпустить три студийных альбома и концертный альбом, выступили на концертах в районе Нью-Йорка в Лос-Анджелесе, а также гастролировали в Японии и на ZRock Festival в Англии в 2002 году.

## Starbreaker
Starbreaker, проект с участием Тони, Джона Макалузо, Магнуса Карлссона, и Фабрицио Гросси, выпустил свой первый альбом в 2005 году. Второй альбом Starbreaker, Love’s Dying Wish, был выпущен в 2008 году. Группа никогда не гастролировала.

## Видео игры
Тони сделал несколько треков для серии видео игр Sonic the Hedgehog. Его первый трек для серии «It Doesn’t Matter», саундтрек для Sonic Adventure, выпущен в 1998 году SEGA. В 2001 году Харнелл переписал версию темы для Соника в Sonic Adventure 2, а также написал песню «Escape from the City», тему для уровня «City Escape» с другим рок-музыкантом Тедом Поли. Вслед за этим, в 2004 году, Харнелл записывает тему команды Соника для Sonic Heroes, которая называется «We Can», опять же с Поли. В 2011 году Харнелл подтвердил через Facebook, что он должен перезаписать для Sonic Adventure 2 вокальный трек «Escape from the City».

## Театр
В январе 2007 года Тони попросил автор песен и гитарист Air Supply Грэм Рассел сыграть роль Робина в его мюзикле «Heart Of The Rose», который Грэм назвал правдивой историей о Робине Гуде. Разовое выступление было для элиты театра Нью-Йорка, чтобы собрать деньги и пробудить интерес к мюзиклам. Это было успешное шоу, и музыкальные работы все ещё ведутся. Тони надеется больше участвовать в театральных постановках и в будущем.

## Сольная карьера
В 2008 году Harnell выпустил свой первый сольный материал в демонстрационном виде, который можно прослушать только через его веб-сайт. ЕР состоит из 6 песен, которые могут или не могут появиться на его сольном альбоме.
- «The Show»: Harnell / Gibson / Berntoft — Продюсер Mats Berntoft
- «Out from Under the Black Cloud»: Harnell/Altzar — Продюсер Lizette
- «One Way Ride»: Harnell / Altzar — Продюсер Lizette
- «Cinematic»: Harnell / Altzar — Продюсер Lizette
- «I Don’t Want Anything»: Harnell /Gibson — Продюсер Mats Berntoft
- «Unholy»: Harnell/Gibson/Berntoft- Продюсер Mats Berntoft

Ещё не решено, будут ли эти песни на его предстоящем сольном альбоме Tony Harnell & The Mercury Train «Round Trip», вышедший в 2010 году.
Альбом был записан в два периодов. Музыка была записана вживую в течение двух дней в конце 2008 года в Бруклине, Нью-Йорк. Вокальные партии Тони записал в конце 2009 — начале 2010 года в своей домашней студии. Вокальная сессия началась через 7 месяцев после успешной 5 часовой операции по удалению щитовидной железы. Его диагноз — рак щитовидной железы — был поставлен в январе 2009 года. Операция угрожала певческой карьере Тони из-за своего расположения вдоль передней части шеи рядом с тонкими мышцами и сухожилиями, используемыми в пении. Но с мастерством отличного хирурга, с помощью его тренера по вокалу Дона Лоуренса, с которым он занимался в течение долгого времени, и обширной физической терапии он восстановил свой голос полностью. Рак был побежден, врачи не думают, что он вернется. Тони называет первые несколько месяцев 2009 года «худшими в своей жизни». Во время восстановительного периода, его мать, которая боролась с раком молочной железы в течение нескольких лет, в конце концов, 24 апреля 2009 года уступила болезни, только через полтора месяца после испытания Тони. Тони говорит, альбом был «идеальным инструментом для того, чтобы переподготовить голос и оставить болезненное прошлое с TNT в прошлом на своих собственных условиях». «Round Trip», который был выпущен осенью 2010 года и является ретроспективой всех своих прошлых работ плюс одна новая песня, был записан с его любимыми музыкантами из Нью-Йорка. При записи альбома участвовали Брэндон Уайльд на басу и вокале, Джейсон Хаген на акустической гитаре, Брэд Ганион на барабанах, Крис Фоли на гитаре и его жена Эми Харнелл на бэк-вокале и рекордере. 1 апреля 2011 Тони выложил новый сингл в мировую сеть, который называется «Take What You’re Giving», который начинает новую главу в постоянно развивающемся звуке Тони и попал в чарты в Норвегии и Швеции. В настоящее время он работает над книгой, сольным альбомом и регулярно выступает в Нью-Йорке.
В 2010 году Тони вернулся к работе на сцене вживую в его родном городе Нью-Йорке, ездил в Норвегию, на Norway Rock Festival на котором также выступали Слэш, Гэри Мур, Queensryche и другие известные музыканты.
В ноябре 2010 года Тони выступил на 13 концертах в Испании в Queen Symphonic Rhapsody, симфоническом оркестре из России. Тони был одним из четырёх вокалистов, которые выступили в шоу, продлившемся два с половиной часа, с участием музыки Queen в классических театрах.
В 2011 году он надеется сделать больше концертов, как только он освободится от работы в студии и написания песен…
Харнелл выпустил цифровой сингл «Take What You're Giving» в 2011 году, а затем объединился с гитаристом Роном «Бамблфутом» Талом и другими для записи альбома « Tony Harnell & the Wildflowers» с участием Bumblefoot в 2013 году.

## Skid Row
Тони Харнелл дебютировал с группой Skid Row 22 мая 2015 года в Канаде. Официально Харнелл стал членом группы в апреле, когда пришёл на замену Джони Селинджеру, пробывшему вокалистом Skid Row на протяжении 15 лет. 29 декабря 2015 объявил что он покидает Skid Row

## Дискография

### Сольные работы
- Tony Harnell & Morning Wood Morning Wood (1994)
- Cinematic (Сольная работа) (2008)
- Tony Harnell And Mercury Train Round Train (2010)
- «Take What You’re Giving» (Сольно выпущенный сингл) (2011)

### Starbreaker
- Starbreaker (2005)
- Love’s Dying Wish (2008)

### TNT
- Knights Of The New Thunder (Европа, Япония — 1984), (США — 1985)
- Tell No Tales (1987)
- Intuition (1989)
- Forever Shine On (Official Live Video, записанное во время тура) (1989)
- Realized Fantasies (1992)
- Three Nights In Tokyo (Live) (1992)
- Till Next Time — The Best Of TNT (Best Of) (1995)
- Firefly (1997)
- Transistor (1999)
- The Big Bang — The Essential Collection (Best of) (2003)
- Give Me A Sign (2003)
- My Religion (2004)
- All The Way To The Sun (2005)
- Live In Madrid — CD + DVD package (2006)

### Westworld
- Westworld (1999)
- Skin (2000)
- Cyberdreams (2002)
- Live … In the Flesh (2001)

### Разное
- Brazen Abbot — My Resurrection (2005)
- Magnus Karlsson's 2013-2015

## Награды
- 3 награды Серебряный альбом
- 5 наград Золотой альбом
- 3 награды Платиновый альбом
- 6 «наиболее востребованные» видео на MTV
- Норвежский Грэмми в номинации «рок-альбом года», 1987
- Лучшее живое выступление года, в Японии, 1989
- Лучшее живое выступление года, в Европе, 2004